# Lista de pinturas de Pedro Américo

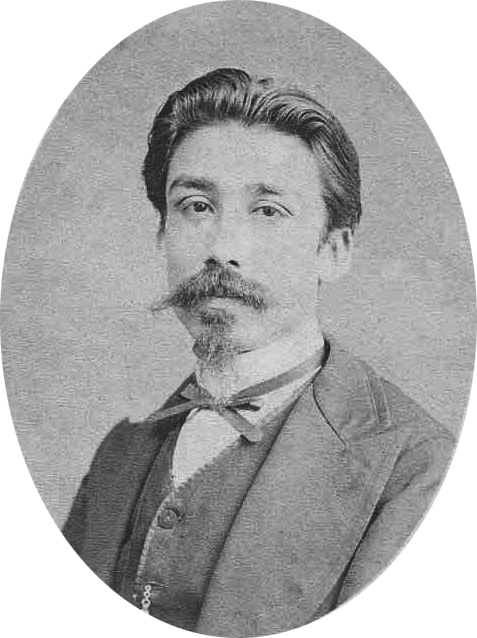
Pedro Américo retratado por M. Nogueira da Silva

Esta é uma lista de pinturas de Pedro Américo. Pedro Américo de Figueiredo e Melo nasceu no município de Areia, na Paraíba em 1843 e foi um pintor, desenhista, professor, caricaturista e escritor brasileiro. Antes mesmo de completar seus dez anos participou, como desenhista auxiliar, de uma expedição ao Nordeste do Brasil realizada pelo naturalista francês Louis Jacques Brunet. Em 1855, mudou-se para o Rio de Janeiro, e no ano seguinte matriculou-se na Academia Imperial de Belas Artes (AIBA). O imperador Dom Pedro II notou o sucesso do artista na AIBA e concedeu-lhe viagem à Europa e uma bolsa de estudos na École National Superiéure des Beaux-Arts, em Paris, entre 1859 e 1864. Depois de uma curta estada na Argélia, passa a se interessar nas pinturas de seus mestres neoclássicos. Em 1865, fixou residência em Bruxelas, na Bélgica, onde tornou-se doutor em ciências naturais pela Universidade Livre de Bruxelas três anos depois.
Alternou morada entre o Rio de Janeiro e Florença, enquanto lecionava estética, história da arte e arqueologia na AIBA. Nesse período, foi laureado com diversos títulos e prêmios, e pinta duas de suas mais famosas telas: A Carioca e Sócrates Afastando Alcebíades do Vício. No ano de 1871, pintou seu primeiro painel, Batalha de Campo Grande, que retrata a cena da batalha. Pedro Américo recebeu no ano seguinte o título de Pintor Histórico da Real Câmara, com o sucesso do painel, e foi convidado pela coroa para retratar a Batalha do Avaí, da Guerra do Paraguai. Ele partiu para a Europa em 1873, para realizar a obra, e em 1877, expôs Batalha de Avaí em Florença, na presença do imperador. Ficou pouco tempo lá, pois recebeu a encomenda de uma tela que retratasse a cena da proclamação da independência e voltou à cidade de São Paulo para realizá-la. Ao chegar ao Brasil, Batalha do Avaí provocou reações controvérsias. Enquanto uns a aclamavam, outros acusavam-no de plagiar a tela Batalha de Montebelo do italiano Andrea Appiani. Por volta de 1879, retornou à Florença, onde pintou alguns de seus mais importantes quadros, como O Voto de Heloísa, Judite e Holofenes, Moisés e Jocabed e Rabequista Árabe.
Entre os anos de 1886 e 1888, compôs sua pintura mais famosa, Independência ou Morte, com o intuito de fazer parte do Salão de Honra do Museu do Ipiranga (conhecido atualmente como Museu Paulista da Universidade de São Paulo). Mais uma vez, pessoas apontaram semelhanças entre Independência ou Morte e a pintura 1807, Friedland, do francês Ernest Meissonier. Em novembro de 1916, Monteiro Lobato declarou sobre a tela, que "raras vezes a arte da pintura atinge tal vértice". Foi ainda eleito deputado da Assembleia Nacional Constituinte, em 1890, após a proclamação da república. No cargo, encaminhou projetos de criação de galerias, museus e universidades pelo país. Durante as pausas em sua função de parlamentar, Pedro Américo pintou quadros, como Tiradentes Esquartejado. Voltou a Itália e permaneceu na Europa até sua morte, em 1905. Durante esse período, apesar de sua fraqueza, realizou obras como Menino Jesus, Cristo e Honra e Pátria.

## Lista de pinturas
| Imagem | Informações técnicas | Ano de criação | Acervo                                     | Ref.          |
| ------ | --- | -------------- | ------------------------------------------ | ------------- |
|        | Academia Feminina Carvão e giz sobre papel 54 × 71 cm | —              | MNBA                                       | [ 9 ]         |
|        | A Cascata 15,7 × 22,8 cm | —              | Pinacoteca Ruben Berta                     | [ 10 ]        |
|        | A Justiça Óleo sobre tela 52 × 77,5 cm | —              | Coleção particular                         | [ 11 ]        |
|        | Autorretrato aos Onze Anos (1) Desenho | —              | —                                          | [ 12 ]        |
|        | Autorretrato aos Onze Anos (2) Óleo sobre cartão 24 × 32,5 cm                                                                                               | —              | —                                          | [ 13 ]        |
|        | Busto de Homem Óleo sobre tela 55 × 70 cm | —              | —                                          | [ 14 ]        |
|        | Cabul - Cavalo Inglês - Estudo Desenho a grafite 14,5 × 22,4 cm                                                                                             | —              | Museu Paulista                             | [ 15 ]        |
|        | Capacetes - Estudo Desenho a grafite 27,8 × 36,4 cm | —              | Museu Paulista                             | [ 16 ]        |
|        | Cavalo Árabe - Estudo Desenho a carvão 26,6 × 39,5 cm | —              | Museu Paulista                             | [ 17 ]        |
|        | Cena da entrega da correspondência recebida da Corte e entregue por José Clemente Pereira à Princesa Óleo sobre tela colada em cartão 19 × 26 cm            | —              | —                                          | [ 18 ]        |
|        | Cena do Pintor Como Desenhista (e Cozinheiro) da Missão do Naturalista Brunet Técnica mista 9 × 13 cm                                                       | —              | —                                          | [ 19 ]        |
|        | Chapéu de Dom Pedro I - Estudo Desenho a grafite 14,2 × 22,2 cm                                                                                             | —              | Museu Paulista                             | [ 20 ]        |
|        | Entardecer Óleo sobre tela 61,5 × 84 cm | —              | —                                          | [ 21 ]        |
|        | Estudo de Mão Desenho a lápis 26 × 28 cm | —              | —                                          | [ 22 ]        |
|        | Estudo de Tipo Árabe 22,5 × 31,9 cm | —              | MASP                                       | [ 23 ]        |
|        | Estudo para um Rosto Infantil Carvão sobre papel 23 × 27,5 cm                                                                                               | —              | Coleção particular                         | [ 24 ]        |
|        | Fausto e Margarida Óleo sobre tela 23 × 34 cm | —              | PESP                                       | [ 25 ]        |
|        | Homem a Cavalo - Estudo (1) Desenho a grafite 26 × 37,1 cm                                                                                                  | —              | Museu Paulista                             | [ 26 ]        |
|        | Homem a Cavalo - Estudo (2) Desenho a grafite 26 × 39,8 cm                                                                                                  | —              | Museu Paulista                             | [ 27 ]        |
|        | Homem a Cavalo - Estudo (3) Desenho a grafite 21,5 × 41 cm                                                                                                  | —              | Museu Paulista                             | [ 28 ]        |
|        | Homem a Cavalo - Estudo (4) Desenho a grafite 27,1 × 40 cm                                                                                                  | —              | Museu Paulista                             | [ 29 ]        |
|        | Homem a Cavalo - Estudo (5) Desenho a grafite 21,9 × 41,2 cm                                                                                                | —              | Museu Paulista                             | [ 30 ]        |
|        | Homem a Cavalo - Estudo (6) Desenho a grafite 24,2 × 41,4 cm                                                                                                | —              | Museu Paulista                             | [ 31 ]        |
|        | Homem e Chapéus - Estudo Desenho a grafite 25 × 40 cm | —              | Museu Paulista                             | [ 32 ]        |
|        | Jovem Tocando Alaúde (Mulher com Instrumento Musical) Técnica mista 9 × 14 cm                                                                               | —              | —                                          | [ 33 ]        |
|        | Mãos Grafite sobre papel 28 × 35,9 cm | —              | —                                          | [ 34 ]        |
|        | Mãos - Estudo Grafite sobre papel 26 × 38,8 cm | —              | Museu Paulista                             | [ 35 ]        |
|        | O Ataque da Ilha de Redenção (Combate da Ilha de Redenção) Litografia 40 × 57,5 cm                                                                          | —              | —                                          | [ 36 ]        |
|        | O Cavalo Branco Óleo sobre madeira 24 × 32,5 cm | —              | MASP                                       | [ 9 ]         |
|        | O Contador de Bravatas Técnica mista 14 × 29 cm | —              | —                                          | [ 37 ]        |
|        | Perfil Feminino Óleo sobre tela 50,5 × 67 cm | —              | Coleção particular                         | [ 38 ]        |
|        | Retrato de Silvino de Almeida Brito Óleo sobre tela 90 × 117,8 cm                                                                                           | —              | MNBA                                       | [ 39 ]        |
|        | Rosto Óleo sobre cartão 15 × 20 cm | —              | —                                          | [ 40 ]        |
|        | Silfide - Estudo Desenho 13,9 × 21,9 cm | —              | Museu Paulista                             | [ 41 ]        |
|        | Vênus Óleo sobre tela 50 × 80 cm | —              | Coleção particular                         | [ 42 ]        |
|        | São Miguel Arcanjo e o Demônio Óleo sobre tela 108,8 × 136,5 cm                                                                                             | 1857           | Mosteiro de São Bento do Rio de Janeiro    | [ 43 ]        |
|        | Academia Masculina Carvão e giz sobre papel 53,4 × 71 cm | 1858           | MNBA                                       | [ 9 ]         |
|        | Academia Masculina (1) Carvão e giz sobre papel 54,8 × 69,3 cm                                                                                              | 1858           | MNBA                                       | [ 9 ]         |
|        | Academia Masculina (4) Carvão e giz sobre papel 53,4 × 71 cm                                                                                                | 1858           | MNBA                                       | [ 9 ]         |
|        | Cópia de um Gesso Carvão e giz sobre papel 49,3 × 63,7 cm                                                                                                   | 1858           | MNBA                                       | [ 44 ]        |
|        | Membros de uma Expedição Aquarela 20,5 × 28 cm | 1858           | Coleção particular                         | [ 45 ]        |
|        | Vênus de Médici Carvão e giz sobre papel 48 × 63,3 cm | 1858           | MNBA                                       | [ 9 ]         |
|        | Casamento da Princesa Isabel Óleo sobre tela 32,5 × 41 cm                                                                                                   | 1860-4         | Museu Imperial                             | [ 46 ]        |
|        | Estudo para Passagem do Chaco Óleo sobre tela 66,6 × 83,9 cm                                                                                                | 1860-79        | MHN                                        | [ 47 ]        |
|        | Pensador e Figuras Lápis sobre papel 47 × 57 cm | 1860           | Coleção particular                         | [ 48 ]        |
|        | Modelo Carvão sobre papel 49 × 62 cm | 1861           | Coleção particular                         | [ 49 ]        |
|        | A Carioca (1) Óleo sobre tela 134 × 203 cm | 1863-4         | —                                          | [ 43 ]        |
|        | Estudo Anatômico de Miologia e Osteologia Desenho | 1864           | Museu Dom João VI                          | [ 9 ]         |
|        | Sócrates Afastando Alcebíades do Vício (1) | 1864           | MNBA                                       | [ 50 ]        |
|        | Desenho de Modelo Vivo (Nu Masculino em Pé - Academia) Carvão sobre papel 42,5 × 70 cm                                                                      | 1865           | Museu Dom João VI                          | [ 9 ]         |
|        | Auto-caricatura Lápis sobre papel 25,1 × 37,8 cm | 1867           | MNBA                                       | [ 51 ]        |
|        | Sócrates Afastando Alcebíades do Vício (2) Óleo sobre tela 97 × 130,5 cm                                                                                    | 1867           | Museu Dom João VI                          | [ 52 ]        |
|        | São Jerônimo Óleo sobre madeira 16 × 22 cm | 1867           | MNBA                                       | [ 53 ] [ 54 ] |
|        | Estudo de Academia Carvão sobre papel 32 × 62 cm | 1868           | Coleção particular                         | [ 43 ]        |
|        | Retrato do Poeta Luís Nicolau Fagundes Varela (Retrato do Escultor Cândido Caetano de Almeida Reis) Óleo sobre tela                                         | 1868-9         | MNBA                                       | [ 55 ]        |
|        | Retrato de Manoel de Araújo Porto-Alegre Óleo sobre tela 65 × 81 cm                                                                                         | 1869           | Museu Dom João VI                          | [ 56 ]        |
|        | Figura Masculina em Pé Carvão sobre papel 38 × 64 cm | 1870           | Coleção particular                         | [ 57 ]        |
|        | Retrato de Maria Custódia Guimarães de Almeida Óleo sobre tela 89,8 × 117,8 cm                                                                              | 1870           | MNBA                                       | [ 58 ]        |
|        | Batalha de Campo Grande Óleo sobre tela 332 × 530 cm | 1871           | Museu Imperial                             | [ 59 ]        |
|        | Passagem do Chaco Óleo sobre tela 1980 × 2400 cm | 1871           | MHN                                        | [ 60 ]        |
|        | Batalha do Avaí Óleo sobre tela 600 × 1100 cm | 1872-7         | MNBA                                       | [ 61 ]        |
|        | Dom Pedro I Óleo sobre tela 178 × 270 cm | 1872           | —                                          | [ 9 ]         |
|        | Dom Pedro II na Assembleia Geral (Fala do Trono) Óleo sobre tela 245 × 288 cm                                                                               | 1872           | Museu Imperial                             | [ 62 ]        |
|        | Cavalo Morto Óleo sobre tela 40 × 51 cm | 1875           | Palácio Itamaraty                          | [ 63 ]        |
|        | Estudo de figura para "Batalha do Avaí" Giz sobre papel 35,5 × 41,7 cm                                                                                      | 1875           | PESP                                       | [ 64 ]        |
|        | Autorretrato (1) Óleo sobre tela 50,5 × 56,5 cm | 1877           | Galeria degli Uffizi                       | [ 65 ]        |
|        | Estudo de Cavaleiro (1) Lápis crayon sobre cartão 20 × 26,9 cm                                                                                              | 1877           | PESP                                       | [ 66 ]        |
|        | Moema Óleo sobre madeira 22,5 × 28 cm | 1878-82        | Coleção Sérgio Fadel                       | [ 9 ]         |
|        | Retrato de Catarina de Ataíde (Dona Catarina de Ataíde) Óleo sobre tela 131,7 × 212,8 cm                                                                    | 1878           | MNBA                                       | [ 67 ]        |
|        | Retrato do Visconde de Santo Amaro Óleo sobre tela 97,1 × 129,4 cm                                                                                          | 1878           | PESP                                       | [ 68 ]        |
|        | Davi e Abisag (David em seus Últimos Dias é Aquecido pela Jovem Abisag) Óleo sobre tela 172 × 216 cm                                                        | 1879           | MNBA                                       | [ 69 ]        |
|        | Retrato de Dom João IV, Infante, Duque de Bragança Óleo sobre tela 106 × 152 cm                                                                             | 1879           | MNBA                                       | [ 70 ]        |
|        | Judite e Holofernes (Judite Rende Graças a Jeová por ter Conseguido Livrar sua Pátria dos Furores de Holofernes) Óleo sobre tela 141 × 229 cm               | 1880           | MNBA                                       | [ 71 ]        |
|        | Os Filhos de Eduardo IV da Inglaterra Óleo sobre tela 54 × 66 cm                                                                                            | 1880           | MASP                                       | [ 72 ]        |
|        | O Voto de Heloísa Óleo sobre tela 104 × 150 cm | 1880           | MNBA                                       | [ 73 ]        |
|        | A Vaidosa Óleo sobre tela 109 × 175 cm | 1881           | Coleção particular                         | [ 74 ]        |
|        | A Carioca (2) Óleo sobre tela 135 × 205 cm | 1882           | MNBA                                       | [ 75 ]        |
|        | Caronte Atravessando o Aqueronte (A Barca de Caronte) Óleo sobre tela 48 × 66,5 cm                                                                          | 1882           | Coleção particular                         | [ 76 ]        |
|        | Retrato do Conselheiro Filipe Lopes Neto Óleo sobre tela 110,5 × 146,1 cm                                                                                   | 1882           | MNBA                                       | [ 77 ] [ 78 ] |
|        | Alegoria (1) Óleo sobre tela 27 × 41 cm | 1883           | Coleção particular                         | [ 79 ]        |
|        | Joana d'Arc (Joana d'Arc Ouve pela Primeira Vez a Voz que lhe Prediz o seu Alto Destino) Óleo sobre tela 156 × 229 cm                                       | 1883-4         | MNBA                                       | [ 80 ]        |
|        | Menina Pintora Óleo sobre tela 42 × 53 cm | 1883           | —                                          | [ 81 ]        |
|        | Virgem Dolorosa Óleo sobre tela | 1883           | MNBA                                       | [ 82 ]        |
|        | Moisés e Jocabed Óleo sobre tela 105 × 151 cm | 1884           | MNBA                                       | [ 83 ]        |
|        | Nu masculino Carvão sobre papel 50 × 65 cm | 1884           | Coleção particular                         | [ 84 ]        |
|        | Paisagem do Norte da África Tinta ferrogálica sobre papel 8 × 13,5 cm                                                                                       | 1884           | Coleção particular                         | [ 85 ]        |
|        | Rabequista Árabe Óleo sobre tela 60 × 87,6 cm | 1884           | MNBA                                       | [ 86 ]        |
|        | Cristo com a Coroa de Espinhos Óleo sobre tela 46 × 55 cm                                                                                                   | 1885           | MASP                                       | [ 87 ]        |
|        | A Noite e os Gênios do Estudo e do Amor (A Noite Acompanhada dos Gênios do Estudo e do Amor) Óleo sobre tela 195 × 260 cm                                   | 1886           | MNBA                                       | [ 88 ]        |
|        | Cavalo do Rio Grande do Sul Grafite sobre papel 14 × 21,6 cm                                                                                                | 1886           | PESP                                       | [ 89 ]        |
|        | O Príncipe da Alemanha (Il Principe dell' Allemagna) Grafite sobre papel 12,8 × 21 cm                                                                       | 1886           | Centro Cultural São Paulo                  | [ 90 ]        |
|        | Sem título Grafite sobre papel 14 × 21,5 cm | 1886           | Centro Cultural São Paulo                  | [ 91 ]        |
|        | Cena de Batalha Óleo sobre tela 34 × 47 cm | 1887           | —                                          | [ 92 ]        |
|        | Dois Estudos de Capacete Lápis crayon sobre papel 15,5 × 22 cm                                                                                              | 1887           | PESP                                       | [ 93 ]        |
|        | Estudo de Cavaleiro (2) Pastel oleoso sobre papel 23 × 37,7 cm                                                                                              | 1887           | PESP                                       | [ 94 ]        |
|        | Estudo de Cavaleiro (3) Lápis crayon sobre cartão 17,5 × 27,4 cm                                                                                            | 1887           | PESP                                       | [ 95 ]        |
|        | Independência ou Morte (O Grito do Ipiranga) Óleo sobre tela 415 × 760 cm                                                                                   | 1888           | Museu Paulista                             | [ 96 ]        |
|        | A Leitura Óleo sobre tela 57 × 87 cm | 1889           | —                                          | [ 97 ]        |
|        | A Libertação dos Escravos Óleo sobre tela 138,5 × 199 cm | 1889           | Palácio dos Bandeirantes                   | [ 98 ]        |
|        | Busto de Jovem 15,9 × 22,5 cm | 1889           | Pinacoteca Ruben Berta                     | [ 99 ]        |
|        | Retrato de Caio da Silva Prado Óleo sobre tela 71 × 100 cm                                                                                                  | 1889           | MASP                                       | [ 100 ]       |
|        | Voltaire Abençoando o Neto de Franklin, em Nome de Deus e da Liberdade Óleo sobre tela 214 × 306 cm                                                         | 1889-90        | Coleção particular                         | [ 101 ]       |
|        | A Bela e a Fera (O Leão com a Presa) Óleo sobre tela 32,8 × 49,5 cm                                                                                         | 1890           | —                                          | [ 102 ]       |
|        | Dom Pedro I - Cópia de Pedro Américo Desenho a lápis de cera 23 × 30 cm                                                                                     | 1890           | Coleção particular                         | [ 103 ]       |
|        | Estudo da Figura de Benjamin Franklin para a Pintura "Voltaire Abençoando o Neto de Franklin, em Nome de Deus e da Liberdade" Carvão sobre papel 29 × 43 cm | 1890           | —                                          | [ 104 ]       |
|        | Leão (1) Óleo sobre madeira 18,5 × 27,2 cm | 1890           | PESP                                       | [ 105 ]       |
|        | Madona (1) Grafite 21 × 32 cm | 1891           | —                                          | [ 106 ]       |
|        | Otelo Óleo sobre tela 68 × 96 cm | 1891           | —                                          | [ 107 ]       |
|        | A Mais Importante das Reuniões dos Conjurados Óleo sobre tela 40 × 58 cm                                                                                    | 1892-3         | Coleção Gianpaolo Figueiredo Montesi       | [ 108 ]       |
|        | Clemência Óleo sobre tela 36 × 55 cm | 1892           | —                                          | [ 109 ]       |
|        | Madona (2) Óleo sobre tela 43 × 54 cm | 1892           | —                                          | [ 110 ]       |
|        | Autorretrato (2) Óleo sobre tela 86 × 125 cm | 1893           | PESP                                       | [ 111 ]       |
|        | Cachoeira (Corredeira) Óleo sobre tela 29 × 43 cm | 1893           | Coleção particular                         | [ 112 ]       |
|        | Retrato de Perfil Óleo sobre madeira 18 × 25 cm | 1893           | MASP                                       | [ 113 ]       |
|        | Tigre em Repouso Óleo sobre madeira 23 × 31,5 cm | 1893           | Coleção particular                         | [ 114 ]       |
|        | Tiradentes Esquartejado (Tiradentes Supliciado) Óleo sobre tela 165 × 270 cm                                                                                | 1893           | Museu Mariano Procópio                     | [ 115 ]       |
|        | Visão de Hamlet Óleo sobre tela 95 × 170 cm | 1893           | PESP                                       | [ 116 ]       |
|        | Retrato de Eduardo, Filho do Autor Óleo sobre tela 48 × 56 cm                                                                                               | 1894           | MNBA                                       | [ 117 ]       |
|        | Alegoria (2) Óleo sobre tela 46 × 57 cm | 1895           | —                                          | [ 118 ]       |
|        | Autorretrato (3) Óleo sobre tela 55,5 × 70,5 cm | 1895           | Galeria degli Uffizi                       | [ 65 ]        |
|        | Leão (2) Óleo sobre cartão 14 × 19 cm | 1895           | Coleção particular                         | [ 119 ]       |
|        | Oferenda Óleo sobre tela 46 × 60,5 cm | 1895           | MASP                                       | [ 120 ]       |
|        | Paz e Concórdia (1) Óleo sobre tela 42 × 60 cm | 1895           | MASP                                       | [ 121 ]       |
|        | Virgínia, Neta do Artista Óleo sobre madeira 26,5 × 37,7 cm                                                                                                 | 1897           | —                                          | [ 122 ]       |
|        | A Mulher de Putifar Óleo sobre tela 30,5 × 43 cm | 1898           | Coleção particular                         | [ 123 ]       |
|        | Violinista Montenegrina Óleo sobre tela 57 × 73 cm | 1899           | Coleção particular                         | [ 124 ]       |
|        | Figura Religiosa Técnica mista 17 × 51 cm | 1900           | —                                          | [ 125 ]       |
|        | O Caçador Desenho 25 × 36 cm | 1900-3         | Coleção particular                         | [ 126 ]       |
|        | Cristo Morto Óleo sobre tela 43 × 56 cm | 1901           | Museu Casa de Pedro Américo                | [ 127 ]       |
|        | Cristo - Autorretrato Óleo sobre tela 43 × 56 cm | 1902           | —                                          | [ 103 ]       |
|        | Menino Jesus Óleo sobre tela 44 × 56 cm | 1902           | —                                          | [ 128 ]       |
|        | Paz e Concórdia (Alegoria da Civilização) (2) Óleo sobre tela 300 × 431 cm                                                                                  | 1902           | Museu Histórico e Diplomático do Itamaraty | [ 65 ]        |
|        | Cristo Óleo sobre tela 43 × 55 cm | 1903           | —                                          | [ 129 ]       |
|        | Honra e Pátria Óleo sobre tela 42,5 × 61 cm | 1905           | Coleção particular                         | [ 130 ]       |